# خنافس الجعل الزبالة
خنافس الجعل الزَبّالة (الاسم العلمي: Hybosoridae)، فصيلة حشرات خنفسية من رتبة الغمديات. تضم 690 نوعًا ضمن 97 جنسًا توجد على نطاق واسع في المناطق الاستوائية، ولا يعرف سوى القليل من إحيائيتها.